# Manuel Arana
Manuel Arana Rodríguez (ur. 3 grudnia 1984 roku w Sewilli) – hiszpański piłkarz występujący na pozycji pomocnika w Rayo Vallecano.